# Bravo, girls: Hurá do toho!
Bravo, girls: Hurá do toho (v anglickém originále Bring It On: In It to Win It) je americký komediální film z roku 2007. Režie se ujal Steve Rash a scénáře Alyson Fouse a Elena Song. Hlavní role hrají Ashley Benson, Cassandra Scerbo a Michael Copon. Film je čtvrtým filmem série Bravo, girls!. Film se natáčel v Universal Orlando Resort v Orlandu. Na DVD byl vydán dne 18. prosince 2017. 

## Obsazení
- Ashley Benson jako Carson
- Cassandra Scerbo jako Brooke
- Michael Copon jako Penn
- Jennifer Tisdale jako Chelsea
- Anniese Taylor Dendy jako Aeysha
- Noel Areizaga jako Ruben
- Kierstin Koppel jako Sarah
- Adam Vernier jako Vance
- Tanisha Harris jako Chicago
- Jobeth Locklear jako Shelby
- Ashley Tisdale (samu sebe)